# النوع الاجتماعي والتنمية
النوع الاجتماعي والتنمية مجال متعدد التخصصات من الأبحاث والدراسات التطبيقية التي تطبق مقاربة نسوية لفهم ومعالجة التأثير المتباين الذي تخلفه التنمية الاقتصادية والعولمة على الأشخاص استنادًا إلى موقعهم، وجنسهم، وخلفيتهم الطبقية، وهوياتهم الاجتماعية-السياسية الأخرى. ينظر مقاربة اقتصادية صارمة للتنمية إلى تطور بلد من الناحية الكمية مثل خلق الوظائف، ومراقبة التضخم، والعمالة العالية - وكلها تهدف إلى تحسين «الرفاهية الاقتصادية» للبلد ونوعية الحياة اللاحقة لشعبه. وفيما يتعلق بالتنمية الاقتصادية، تعرف نوعية الحياة بأنها الوصول إلى الحقوق والموارد الضرورية بما في ذلك على سبيل المثال لا الحصر التعليم الجيد والمرافق الطبية والسكن الميسر والبيئات النظيفة وانخفاض معدل الجريمة. 

## نهوج مبكرة

### المرأة في التنمية
مصطلح «المرأة في التنمية» التي صيغت في الأصل من قبل شبكة مقرها واشنطن من المهنيين تطوير الإناث في أوائل عقد 1970.

### النوع الاجتماعي والتمويل الأصغر
وقد حددت بعض المؤسسات الإنمائية المرأة كمفتاح لتحقيق التنمية الناجحة، على سبيل المثال من خلال الشمول المالي. تقدم القروض متناهية الصغر قروضا صغيرة لمن هم في حالة فقر دون ضمانات. وقد بدأ هذا لأول مرة من قبل محمد يونس، الذي شكل بنك جرامين في بنغلاديش. حيث أظهرت الدراسات أن النساء أكثر عرضة لسداد ديونهن أكثر من الرجال.

## النهج البديلة
أدت النهوج الاخري ذات النماذج المختلفة دورا مهما تاريخيا في النهوض بالنظريات والممارسات المتعلقة بنوع الجنس والتنمية

### الماركسية والماركسية الجديدة
بدأ النقاش البنيوي لأول مرة من قبل النسويات الماركسيات الاشتراكيات ولا سيما من خلال النماذج البديلة للتنمية الاشتراكية للدولة التي تمارس في الصين وكوبا ، تحدت النهج اللبرالي المهيمن مع مرور الوقت. وركز أنصار الماركسية الجديدة علي دور الدولة في مرحلة ما بعد الاستعمار في التنمية بشكل عام  وأيضًا على الصراعات الطبقية المحلية.وتقدمت النسوية الماركسية ببعض الانتقادات  نحو النهج الليبرالية وساهمت بشكل كبير في النقاش المعاصر.

### نظرية التبعية
عارض منظري التبعية أن نماذج التنمية الليبرالية، بما في ذلك محاولة دمج المرأة في الرأسمالية العالمية القائمة، لم تكن في الواقع أكثر من "تطور التخلف ". قادهم هذا الرأي إلى القول بأن الفصل بين القمع البنيوي للرأسمالية العالمية هو السبيل الوحيد لتحقيق تنمية بشرية متوازنة. في عقد 1980." 

### نهج الاحتياجات الأساسية، ونهج القدرة، النسوية الايكولوجية
وفي اطار النموذج الليبرالي للمرأة والتنمية، ظهرت انتقادات مختلفه. بدأ نهج الاحتياجات الأساسية في طرح أسئلة على التركيز على النمو والدخل كمؤشرات للتنمية  وقد تاثرت بشده بنهج القدرات الذي يتبعه السيد سين ونوسباوم الذي كان أكثر حساسية للنوع الاجتماعي من الاحتياجات الأساسية وركز على توسيع نطاق حرية الإنسان وقد اقترحت الاحتياجات الأساسية بصفه خاصه نهجا تشاركيا إزاء التنمية وتحديث الخطاب المهيمن المتمثل في التاثيرات الهزيلة. وقد أدت هذه النهج التي تركز على الحرية الانسانيه إلى تطوير مفاهيم هامه أخرى مثل التنمية البشرية والأمن البشري. ومن منظور التنمية المستدامة، أوضح خبراء حماية البيئة الصلة المباشرة بين الاستعمار والتدهور البيئي، مما أدى إلى تدهور حياة النساء أنفسهن.

## خدمات الرعاية الصحية والإنجابية
تلعب الخدمات العامة، بما في ذلك التعليم والرعاية الصحية دورا حاسما في دعم العائلات وتعزيز المساواة بين الجنسين. وتعد كذلك المناهج الدراسية التي تعزز المساواة بين الجنسين والعلاقات الصحية ضرورية. وكذلك ضمان أن المدارس ترحب ولا تميز ضد الفتيات الحوامل الآباء الصغار. إن تحكم المرأة في خصوبتها وتوفير الرعياة الصحية والإنجابية هي أساس رفاهيتها وفرصها والتمتع بجميع حقوقها الإنسانية الأخرى. فبحسب التكليف الصادر عن اللجنة المعنية بحقوق الإنسان، هناك حاجة ملحة لسياسات الحد من الوفيات والمعاناة الناجمة عن الإجهاض الغير آمن.
ولكن تظل المواقف والمعتقدات التمييزية راسخة في بعض السياقات.فقد ذكرت نساء كثيرات أنهن لم يستطعن الوصول إلى وسائل منع الحمل دون موافقة زوجهن بخالف أن غالبا ما يكون وصول الفتيات المراهقات غير المتزوجات إلى وسائل تنظيم العائالت محدودا بسبب المواقف المرفوضة بين بعض العاملين والعامالت في مجال الصحة المجتمعية.

### تجربة روندا في توفير الخدمات الصحية والإنجابية
في منطقة يشيع فيها ضعف النظم الصحية وارتفاع معدالت المواليد، قامت رواندا بخطوات هائلة في زيادة الوصول بسرعة إلى خدمات تنظيم العائالت والصحة الإنجابية
ففي عام 1970، لم تلبي وسائل منع الحمل الحديثة سوى 0.2% من الطلب على تنظيم العائالت في رواندا وبحلول عام 2030، من المتوقع أن تصل إلى 78.2% أي أعلى بكثير من المتوسط في جنوب الصحراء الكبرى بأفريقيا (62%)
يعد هذا التقدم نتيجة اإلجراءات الحكومية التي أعطت الأولوية لتعزيز النظام الصحي فعلى سبيل المثال، أنشأت رواندا مدارس للتمريض  لزيادة عدد الممرضات والقابالت والأطباء المدربين. اليوم، يلعب العاملون والعامالت في الرعاية الصحية المجتمعية أيضًا دور في تقديم الخدمات وتوزيع الواقي الذكري ووسائل منع الحمل وتم تقديم التأمين الصحي المجتمعي في عام 1999، وبحلول عام 2010 بلغت معدالت التغطية 78 في المائة من الروانديين.

### الطلب على التنظيم العائلي بين النساء المتزوجات
ان الطلب على التنظيم العائلي وفقا للأساليب المعاصرة الحديثة شاهد تقدما ملحوظا خلال الثلاثين سنه الماضية خصوصا في أفريقيا وغرب اسيا وفقا لحسابات هيئة الأمم المتحدة للمرأة المقتبسة من إدارة الأمم المتحدة للشؤون الاقتصادية والاجتماعية فقد ارتفع المعدل العالمي للطلب على التنظيم العائلي من النساء المتزوجات أو المتزوجات من خلال الزواج المدني اللواتي تتراوح أعمارهن بين 49-15  بنسبة مقاربة ل 35% من عام 1970 إلى 2019.